# Bourgmestre
Cet article concerne le chef du pouvoir exécutif au niveau communal. Pour les autres significations, voir Bourgmestre (homonymie).
Le bourgmestre est le détenteur du pouvoir exécutif au niveau communal, en Allemagne, en Autriche, en Belgique, au Danemark, en Hongrie, au Liechtenstein, au Luxembourg, en Norvège, aux Pays-Bas, en Pologne, en république démocratique du Congo et en Suède. Ce titre correspond à celui de maire en France et au Canada, ou à celui de syndic, de maire ou de président de commune en Suisse. Ce fut également le titre porté par le chef de l'État de la république de Mulhouse avant sa réunion à la République française.
Ce mot vient de l'allemand Bürgermeister et signifie « maître des bourgeois », composé de Bürger (« bourgeois, citoyen ») et Meister (« maître »). C'est le terme utilisé en Allemagne, en Autriche, en Belgique germanophone et au Luxembourg. En néerlandais, en Belgique comme aux Pays-Bas, c'est burgemeester.

## En Allemagne et en Autriche
Le titre de bourgmestre (en allemand : Bürgermeister) est utilisé en Allemagne et en Autriche.

## En Belgique
Le titre de bourgmestre (en néerlandais : burgemeester, en allemand : Bürgermeister) est utilisé dans tout le pays. En Belgique francophone, le bourgmestre est parfois appelé mayeur ou maïeur dans certaines parties de la Région wallonne (terme emprunté au wallon mayeur).
Les élections communales ont lieu tous les six ans. En Région wallonne, devient bourgmestre l'élu ayant obtenu le plus de voix sur la liste ayant le plus de voix parmi les listes de la majorité (celles composant le Collège du bourgmestre et échevins). Dans les autres régions, une fois la majorité réalisée, les conseillers de cette majorité se mettent d'accord sur qui sera bourgmestre, qui occupera quel échevinat, et qui sera président du CPAS.

## En république démocratique du Congo
En république démocratique du Congo, le bourgmestre est le chef de l'administration d'une commune.

## Au Danemark
Au Danemark, le détenteur du pouvoir exécutif communal porte le titre de bourgmestre (en Danois : Borgmester).

## En Hongrie
En Hongrie, le président du conseil local (település) et détenteur du pouvoir exécutif porte le titre de bourgmestre (en hongrois : polgármester). À Budapest, le bourgmestre principal (főpolgármester) dispose de compétences spécifiques.

## Au Luxembourg
Au Luxembourg, le détenteur du pouvoir exécutif communal porte le titre de bourgmestre (en luxembourgeois : Buergermeeschter).

## En Norvège
Au Norvège, le détenteur du pouvoir exécutif communal porte le titre de bourgmestre (en norvégien : Borgermester).

## Aux Pays-Bas
Aux Pays-Bas, le titre néerlandais de burgemeester est utilisé depuis 1254. Il se traduit en français par bourgmestre. Suivant Van Dale, dictionnaire faisant autorité pour le néerlandais, les Néerlandais traduisent burgemeester par maire, et considèrent bourgmestre la traduction en français de Belgique, en contradiction avec l'Académie française qui recommande également bourgmestre comme nom de la fonction aux Pays-Bas.
Les élections municipales se font sans que la tête de liste soit assurée de diriger la maison communale pour le mandat. En effet, les bourgmestres sont vus comme des personnalités politiques sans attaches particulières aux Pays-Bas (le ministre Ivo Opstelten a ainsi été élu dans six communes différentes). Ainsi, chaque Conseil municipal reçoit des candidatures pour l'élection du bourgmestre, car cela n'implique pas d'en être membre. Généralement, une personnalité du parti ayant gagné le scrutin est élue, mais ce n'est pas toujours le cas. Le bourgmestre est confirmé dans ses fonctions par arrêté royal.

## En Pologne
Le titre de bourgmestre (en polonais : burmistrz) est utilisé en Pologne pour désigner le chef de l'administration municipale dans les localités ayant le statut de ville (miasto) ou de commune mixte (gmina miejsko-wiejska), sauf pour les grandes villes (généralement plus de 100 000 habitants), qui emploient le titre de président (en polonais prezydent). Les chefs des communes rurales ont le titre de wójt, généralement traduit maire en français.

## En Suède
En Suède, le détenteur du pouvoir exécutif communal porte le titre de bourgmestre (en Suédois : Borgmästare}